# الحسن بن عبيد الله بن طغج
الحسن بن عبيد الله بن طغخ هو أبو محمد الحسن بن عبيد الله بن طغج (924/5م-982م) أميرٌ إخشيديٌ الأَصْلِ حَكَمَ فِلسطين فَتْرةً وجيزةً وكانَ وَصِيّاً على ابن أخيه القَاصِر أحمد بن علي بن الإخشيد في (968م-969م). وَبَعدَ رَحيلِهِ من مِصْرَ، تَوَلّى السّيطرةِ على ما تبقى من مناطق الإِخْشِيديّين جنوبيّ سُوريا وفِلِسْطين إلى حينِ استولى عَلَيها الفَاطِميُّون في آذار/مارس عام 970م. تُوِفّى في القاهرة عام 982م.

## حياته
كان حسن بن عبيد الله بن طغ من أصغرِ أبناءِ السُّلالة الإخْشِيديّة التي أسسها محمد بن طغج الإخشيد الأخ الشقيق لوالده عبيد الله بن طغج. ولد عام 924م وُفقّا لأحمد بن كثير الفرغاني، الذي نقل عنه شمس الدين بن خلكان. كما نَظَمَ الشّاعِر أبو الطيِّبِ المُتَنَبّي خلال إقامته في مصر، قصيدةً طويلةً أهْدَاهَا إلى الحَسَن.